# القنادرة (جابرية)
القنادرة هي إحدى مشيخات المملكة المغربية، تتبع جغرافيا لإقليم سيدي بنور وإداريًا لجابرية. يقدر عدد سكانها بـ 5984 نسمة حسب الإحصاء الرسمي للسكان والسكنى لسنة 2004.